# Heinrich Leonhard
Heinrich Leonhard (* 17. Oktober 1813 in Sulzbach bei Weinheim; † 18. Juli 1878 in Karlsruhe) war ein deutscher Architekt und großherzoglich badischer Baubeamter.

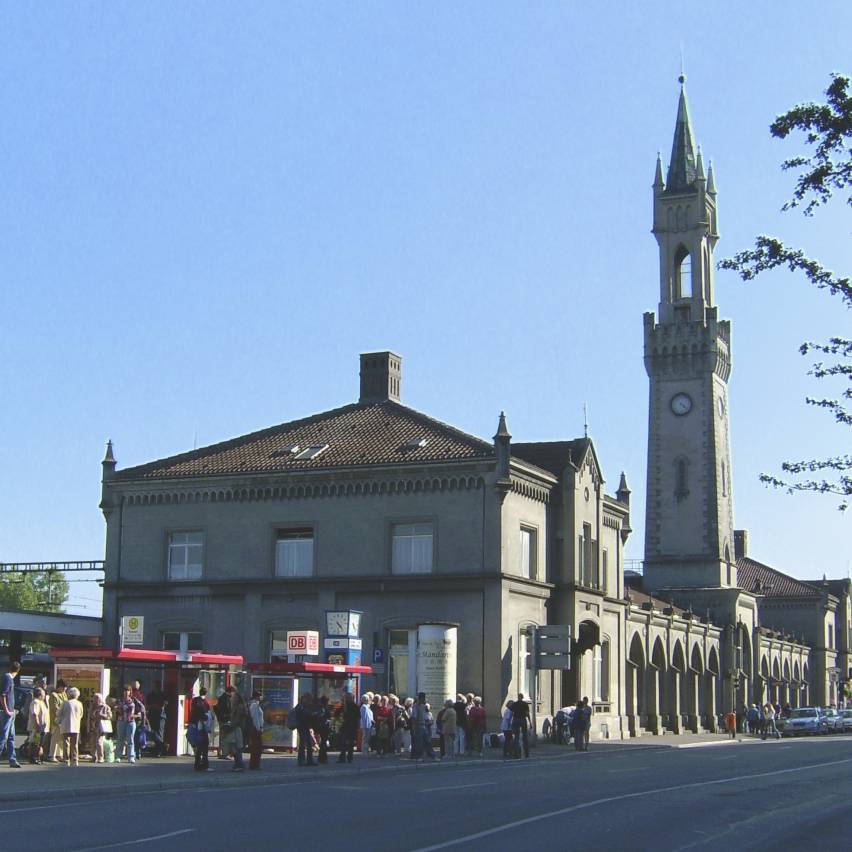
Bahnhof in Konstanz

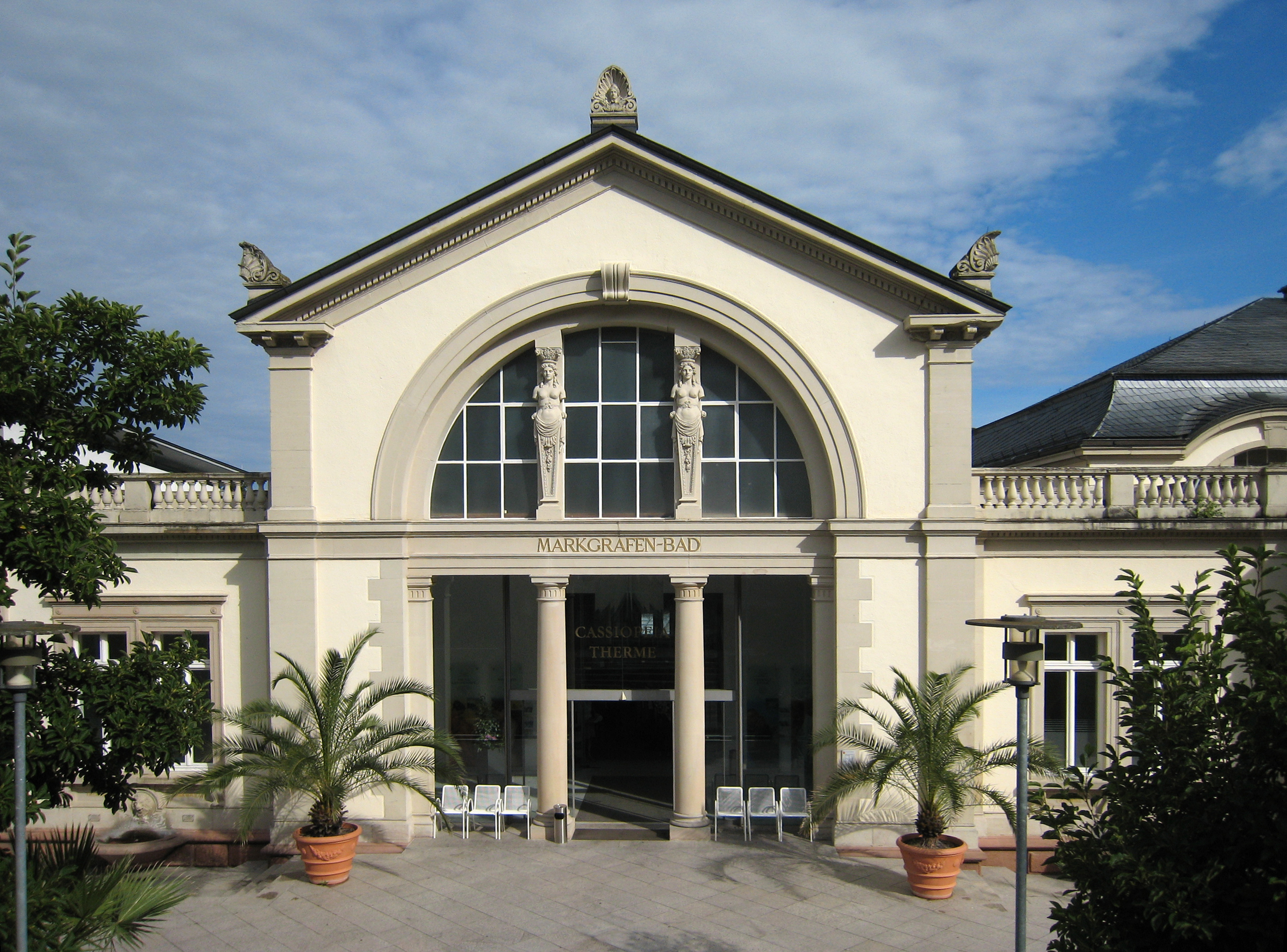
Markgrafenbad in Badenweiler

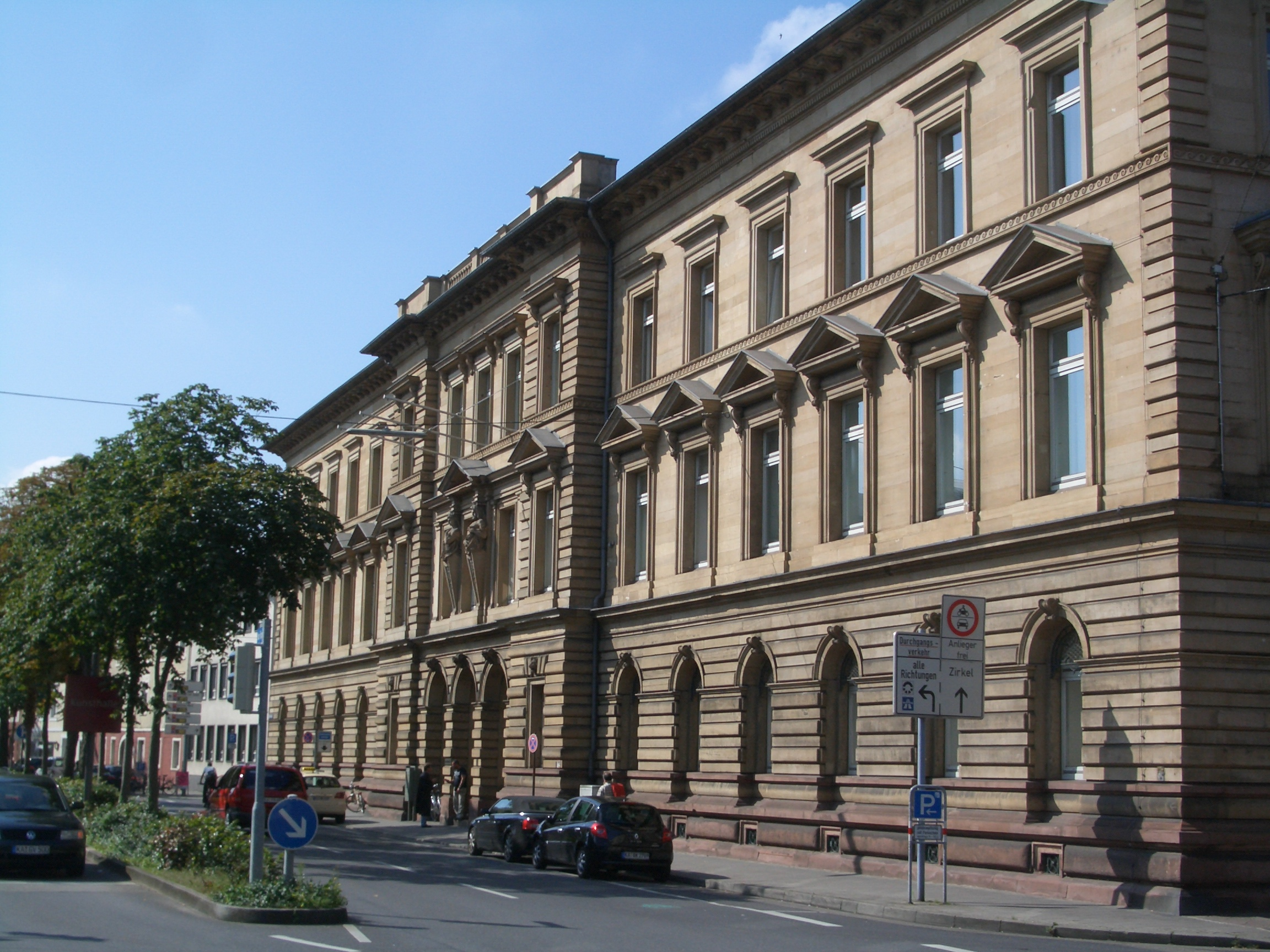
Justizgebäude in Karlsruhe

## Leben
Heinrich Leonhard studierte am Polytechnikum Karlsruhe, wo er Schüler von Heinrich Hübsch und Friedrich Eisenlohr war. 1841 trat er als Baupraktikant in den badischen Staatsdienst ein. Es folgte ein zweijähriger Studienaufenthalt in Italien und ein Jahr in Berlin. Ab 1846 arbeitete er unter Hübsch an der Renovierung des Konstanzer Münsters. 1852 wurde er Bezirks-Bauinspektor, zunächst in Waldshut, dann in Lörrach, später in Konstanz, wo er Eisenbahn-Hochbauten von Konstanz bis Schaffhausen errichtete. 1868 wurde er Vorstand der zentralen Großherzoglich Badischen Baudirektion in Karlsruhe.
Verheiratet war er mit Sofie geb. Vayhinger (1824–1907).

## Bauten und Entwürfe
- 1860: Bauleitung der Kirche St. Franz von Sales in Kandern nach Plänen von Heinrich Hübsch[3]
- 1863: Bahnhof Konstanz
- 1871–1874: Bismarck-Gymnasium in Karlsruhe
- 1874–1875: Markgrafenbad in Badenweiler (verändert)
- 1874–1879: Justizgebäude in Karlsruhe
- 1877–1881: Evangelische Kirche in Müllheim